# Декоративно изкуство
Декоративното изкуство е дял на пластичните изкуства, представляващ всяко приложно изкуство с оформителски функции в ансамблово пространство (интериор, екстериор).
Като понятие включва:
- декоративна живопис и скулптура,
- мозайка,
- стъклопис,
- резба върху различни материали,
- кован метал,
- декоративни тъкани,
- сценография,
- ландшафтна украса,
- площадна и улична украса,
- флористика и др.

За разлика от приложното изкуство произведенията на декоративното изкуство нямат непосредствено утилитарно значение.